# Sky Racing
Sky Racing es un caballo australiano y el canal de televisión carreras de galgos. Se realiza por Foxtel, Austar, Optus TV y Neighbourhood Cable. Antiguamente, era disponible en SelecTV del 16 de abril de 2007 hasta el cierre de su servicio de Inglés a finales de 2010.
El canal general, las transmisiones por todas las carreras de pura sangre, arnés de carreras de galgos de carreras y en las reuniones que están cubiertos por las lengüetas de Australia diferentes. Esto incluye tanto a las reuniones metropolitanas y nacionales de todos los estados de Australia, así como determinadas carreras internacionales de Nueva Zelanda, Inglaterra, Sudáfrica, Hong Kong, Singapur, Francia y Japón.
Todo comenzó en septiembre de 1998 como una spin-off de Sky Channel. En una fecha desconocida, Sky Racing Australia tiene tres canales:
- Sky Racing 1, lanzado el 5 de septiembre de 1998,
- Sky Racing 2, lanzado el 30 de marzo de 2010 y
- Sky World Racing lanzó el 4 de mayo de 2010.

Su empresa matriz Tabcorp también posee otros medios de activos, incluyendo carreras de Sky Channel, Sky International y radio 2KY.